# Malaysia International 2006
Die Malaysia International 2006 im Badminton fanden vom 22. bis zum 26. November 2006 statt.

## Die Sieger und Platzierten
| Disziplin    | Gold                         | Silber                          | Bronze                                  |
| ------------ | ---------------------------- | ------------------------------- | --------------------------------------- |
| Herreneinzel | Jeffer Rosobin               | Alamsyah Yunus                  | Andreas Adityawarman                    |
| Herreneinzel | Jeffer Rosobin               | Alamsyah Yunus                  | Tan Chun Seang                          |
| Dameneinzel  | Sutheaswari Mudukasan        | Anita Raj Kaur                  | Gu Juan                                 |
| Dameneinzel  | Sutheaswari Mudukasan        | Anita Raj Kaur                  | Sylvinna Kurniawan                      |
| Herrendoppel | Ong Soon Hock Tan Bin Shen   | Zakry Abdul Latif Gan Teik Chai | Fran Kurniawan Rendra Wijaya            |
| Herrendoppel | Ong Soon Hock Tan Bin Shen   | Zakry Abdul Latif Gan Teik Chai | Yoga Ukikasah Yonathan Suryatama Dasuki |
| Damendoppel  | Jung Youn-kyung Kim Min-jung | Jung Kyung-eun Yoo Hyun-young   | Fong Chew Yen See Phui Leng             |
| Damendoppel  | Jung Youn-kyung Kim Min-jung | Jung Kyung-eun Yoo Hyun-young   | Sun In-jang Hong Soo-jung               |
| Mixed        | Shin Baek-cheol Kim Min-jung | Tontowi Ahmad Yulianti CJ       | Hirokatsu Hashimoto Yu Wakita           |
| Mixed        | Shin Baek-cheol Kim Min-jung | Tontowi Ahmad Yulianti CJ       | Lim Khim Wah Ancelly Amelia Alicia      |